# عصب (عروض)
العَصْبُ عند العروضيين هو زِحَافٌ يتمثلّ في إسكان الحرف الخامس المتحرك من التفعيلة، وهي  في بحر الوافر: إسكان لام مُفَاعَـلَـتُنْ يحوّل التفعيلة إلى مُفَاعَـلْـتُنْ، ثم تُنْقَلُ إلى مَفَاعِيلُنْ (أي نقل التفعيلة العروضية غير المفهومة لغويًا إلى صيغة مطابقة للعربية الفصيحة، لمواءمة الأوزان مع المنطوق العربي الفصيح):